# Cecilioides nyctelia
Cecilioides nyctelia е вид коремоного от семейство Ferussaciidae.

## Разпространение
Видът е разпространен в Португалия (Мадейра).